# 格里芬 (奧地利)
格里芬（德語：Griffen）是奥地利克恩顿州弗尔克马克特县的一个市镇。总面积74.74平方公里，总人口3652人，人口密度48.9人/平方公里（2005年）。